# Saratlas
Saratlas es una completa base de datos de todas las autopistas (autoroutes) y vías rápidas de Francia y Suiza, que fue creada por un grupo de aficionados franceses e internacionales mediante cooperación en línea.
Se actualiza constantemente y, por tanto, suele ser más exacta que los mapas impresos comerciales.
En 2006 fue creado un wiki, WikiSara, que ofrece un punto de vista global sobre la red de carreteras francesa.